# Heineken Open Shanghai 2000
Die Heineken Open Shanghai 2000 waren ein WTA-Tennisturnier der WTA Tour 2000 für Damen und ein ATP-Tennisturnier der ATP Tour 2000 für Herren in Shanghai und fanden zeitgleich vom 16. bis 22. Oktober 2000 statt.